# Самагалтайский сумон
Самагалтайский сумон — административно-территориальная единица (сумон) и муниципальное образование со статусом сельского поселения в Тес-Хемском кожууне Тывы Российской Федерации.
Административный центр и единственный населённый пункт сумона — село Самагалтай.

## Население
| 2017 | 2018  |
| ---- | ----- |
| 3267 | ↗3299 |